# Capocannonieri della Fußball-Bundesliga (Austria)
In questa pagina sono riportati, in ordine cronologico, i calciatori che hanno vinto la classifica dei marcatori del campionato di calcio di massimo livello in Austria.

## Vincitori della classifica marcatori
| Stagione  | Nazione                   | Giocatore          | Squadra        | Reti |
| --------- | ------------------------- | ------------------ | -------------- | ---- |
| 1911-1912 | Austria (bandiera)        | Johann Schwarz     | First Vienna   | 22   |
| 1912-1913 | Austria (bandiera)        | Johann Neumann     | Wiener AC      | 17   |
| 1913-1914 | Austria (bandiera)        | Johann Neumann     | Wiener AC      | 25   |
| 1914-1915 | Austria (bandiera)        | Franz Heinzl       | Wiener AC      | 12   |
| 1915-1916 | Austria (bandiera)        | Richard Kuthan     | Rapid Vienna   | 24   |
| 1916-1917 | Austria (bandiera)        | Edi Bauer          | Rapid Vienna   | 21   |
| 1917-1918 | Austria (bandiera)        | Edi Bauer          | Rapid Vienna   | 20   |
| 1918-1919 | Austria (bandiera)        | Josef Uridil       | Rapid Vienna   | 14   |
| 1918-1919 | Austria (bandiera)        | Johann Fröhler     | Rudolfshügel   | 14   |
| 1919-1920 | Austria (bandiera)        | Erns Winkler       | Rudolfshügel   | 23   |
| 1920-1921 | Austria (bandiera)        | Josef Uridil       | Rapid Vienna   | 35   |
| 1921-1922 | Austria (bandiera)        | Richard Kuthan     | Rapid Vienna   | 21   |
| 1922-1923 | Austria (bandiera)        | Ferdinand Swatosch | Austria Vienna | 21   |
| 1923-1924 | Austria (bandiera)        | Leopold Danis      | Simmering      | 15   |
| 1923-1924 | Austria (bandiera)        | Rudolf Hanel       | Slovan Vienna  | 15   |
| 1923-1924 | Austria (bandiera)        | Gustav Wieser      | Austria Vienna | 15   |
| 1924-1925 | Austria (bandiera)        | Gustav Wieser      | Austria Vienna | 19   |
| 1925-1926 | Austria (bandiera)        | Gustav Wieser      | Austria Vienna | 25   |
| 1926-1927 | Austria (bandiera)        | Anton Schall       | Admira Vienna  | 27   |
| 1927-1928 | Austria (bandiera)        | Anton Schall       | Admira Vienna  | 36   |
| 1928-1929 | Austria (bandiera)        | Anton Schall       | Admira Vienna  | 21   |
| 1929-1930 | Austria (bandiera)        | Franz Weselik      | Rapid Vienna   | 24   |
| 1930-1931 | Austria (bandiera)        | Anton Schall       | Admira Vienna  | 25   |
| 1931-1932 | Austria (bandiera)        | Anton Schall       | Admira Vienna  | 22   |
| 1932-1933 | Austria (bandiera)        | Franz Binder       | Rapid Vienna   | 25   |
| 1933-1934 | Austria (bandiera)        | Josef Bican        | Rapid Vienna   | 28   |
| 1934-1935 | Austria (bandiera)        | Matthias Kaburek   | Rapid Vienna   | 27   |
| 1935-1936 | Austria (bandiera)        | Wilhelm Hahnemann  | Admira Vienna  | 23   |
| 1936-1937 | Austria (bandiera)        | Franz Binder       | Rapid Vienna   | 29   |
| 1937-1938 | Austria (bandiera)        | Franz Binder       | Rapid Vienna   | 22   |
| 1938-1939 | Germania (bandiera)       | Franz Binder       | Rapid Vienna   | 27   |
| 1939-1940 | Germania (bandiera)       | Franz Binder       | Rapid Vienna   | 18   |
| 1940-1941 | Germania (bandiera)       | Franz Binder       | Rapid Vienna   | 27   |
| 1941-1942 | Germania (bandiera)       | Franz Jelinek      | Wiener SC      | 20   |
| 1941-1942 | Germania (bandiera)       | Ernst Reitermaier  | Wacker         | 20   |
| 1942-1943 | Germania (bandiera)       | Karl Kerbach       | Floridsdorfer  | 31   |
| 1943-1944 | Germania (bandiera)       | Karl Decker        | First Vienna   | 33   |
| 1944-1945 | Germania (bandiera)       | Richard Fischer    | First Vienna   | 14   |
| 1945-1946 | Austria (bandiera)        | Ernst Stojaspal    | Austria Vienna | 34   |
| 1946-1947 | Austria (bandiera)        | Ernst Stojaspal    | Austria Vienna | 18   |
| 1947-1948 | Austria (bandiera)        | Ernst Stojaspal    | Austria Vienna | 24   |
| 1948-1949 | Austria (bandiera)        | Erich Habitzl      | Admira Vienna  | 23   |
| 1949-1950 | Austria (bandiera)        | Karl Decker        | First Vienna   | 23   |
| 1950-1951 | Austria (bandiera)        | Robert Dienst      | Rapid Vienna   | 37   |
| 1951-1952 | Austria (bandiera)        | Ernst Stojaspal    | Austria Vienna | 31   |
| 1952-1953 | Austria (bandiera)        | Ernst Stojaspal    | Austria Vienna | 30   |
| 1952-1953 | Austria (bandiera)        | Robert Dienst      | Rapid Vienna   | 30   |
| 1953-1954 | Austria (bandiera)        | Robert Dienst      | Rapid Vienna   | 25   |
| 1954-1955 | Austria (bandiera)        | Richard Brousek    | Wacker         | 31   |
| 1955-1956 | Austria (bandiera)        | Johann Buzek       | First Vienna   | 33   |
| 1956-1957 | Austria (bandiera)        | Robert Dienst      | Rapid Vienna   | 32   |
| 1957-1958 | Austria (bandiera)        | Walter Horak       | Wiener SC      | 34   |
| 1958-1959 | Austria (bandiera)        | Erich Hof          | Wiener SC      | 32   |
| 1959-1960 | Austria (bandiera)        | Friedrich Cejka    | Wiener AC      | 28   |
| 1960-1961 | Austria (bandiera)        | Horst Nemec        | Austria Vienna | 31   |
| 1961-1962 | Austria (bandiera)        | Horst Nemec        | Austria Vienna | 24   |
| 1962-1963 | Austria (bandiera)        | Erich Hof          | Wiener SC      | 21   |
| 1963-1964 | Austria (bandiera)        | Horst Nemec        | Austria Vienna | 20   |
| 1964-1965 | Germania Ovest (bandiera) | Wolfgang Gayer     | Wiener SC      | 18   |
| 1965-1966 | Austria (bandiera)        | Johann Buzek       | Austria Vienna | 17   |
| 1966-1967 | Austria (bandiera)        | August Starek      | Rapid Vienna   | 21   |

| Stagione  | Nazione                   | Giocatore              | Squadra                                  | Reti |
| --------- | ------------------------- | ---------------------- | ---------------------------------------- | ---- |
| 1967-1968 | Danimarca (bandiera)      | Jørn Bjerregaard       | Rapid Vienna                             | 23   |
| 1968-1969 | Austria (bandiera)        | Helmut Köglberger      | Austria Vienna                           | 31   |
| 1969-1970 | Austria (bandiera)        | Gunther Kaltenbrunner  | Wiener SC                                | 22   |
| 1970-1971 | Austria (bandiera)        | Willi Kreuz            | Admira Vienna                            | 26   |
| 1971-1972 | Austria (bandiera)        | Alfred Riedl           | Austria Vienna                           | 16   |
| 1972-1973 | Germania Ovest (bandiera) | Wolfgang Breuer        | SSW Innsbruck                            | 22   |
| 1973-1974 | Austria (bandiera)        | Hans Krankl            | Rapid Vienna                             | 36   |
| 1974-1975 | Austria (bandiera)        | Helmut Köglberger      | Austria Vienna LASK                      | 22   |
| 1975-1976 | Austria (bandiera)        | Hans Pirkner           | Austria Vienna                           | 21   |
| 1976-1977 | Austria (bandiera)        | Hans Krankl            | Rapid Vienna                             | 32   |
| 1977-1978 | Austria (bandiera)        | Hans Krankl            | Rapid Vienna                             | 41   |
| 1978-1979 | Austria (bandiera)        | Walter Schachner       | Austria Vienna                           | 24   |
| 1979-1980 | Austria (bandiera)        | Walter Schachner       | Austria Vienna                           | 34   |
| 1980-1981 | Austria (bandiera)        | Gernot Jurtin          | Sturm Graz                               | 20   |
| 1981-1982 | Jugoslavia (bandiera)     | Božo Bakota            | Sturm Graz                               | 24   |
| 1982-1983 | Austria (bandiera)        | Hans Krankl            | Rapid Vienna                             | 23   |
| 1983-1984 | Ungheria (bandiera)       | Tibor Nyilasi          | Austria Vienna                           | 26   |
| 1984-1985 | Austria (bandiera)        | Toni Polster           | Austria Vienna                           | 24   |
| 1985-1986 | Austria (bandiera)        | Toni Polster           | Austria Vienna                           | 33   |
| 1986-1987 | Austria (bandiera)        | Toni Polster           | Austria Vienna                           | 39   |
| 1987-1988 | Jugoslavia (bandiera)     | Zoran Stojadinović     | Rapid Vienna                             | 27   |
| 1988-1989 | Austria (bandiera)        | Peter Pacult           | Swarovski Tirol                          | 26   |
| 1989-1990 | Austria (bandiera)        | Gerhard Rodax          | Admira Wacker M.                         | 35   |
| 1990-1991 | Rep. Ceca (bandiera)      | Václav Daněk           | Swarovski Tirol                          | 29   |
| 1991-1992 | Austria (bandiera)        | Christoph Westerthaler | Swarovski Tirol                          | 17   |
| 1992-1993 | Rep. Ceca (bandiera)      | Václav Daněk           | Wacker Innsbruck                         | 24   |
| 1993-1994 | Croazia (bandiera)        | Nikola Jurčević        | Salisburgo                               | 14   |
| 1993-1994 | Austria (bandiera)        | Heimo Pfeifenberger    | Salisburgo                               | 14   |
| 1994-1995 | Senegal (bandiera)        | Souleyman Sané         | Tirol Innsbruck                          | 20   |
| 1995-1996 | Austria (bandiera)        | Ivica Vastić           | Sturm Graz                               | 20   |
| 1996-1997 | Rep. Ceca (bandiera)      | René Wagner            | Rapid Vienna                             | 21   |
| 1997-1998 | Norvegia (bandiera)       | Geir Frigård           | LASK                                     | 23   |
| 1998-1999 | Austria (bandiera)        | Eduard Glieder         | Salisburgo                               | 22   |
| 1999-2000 | Austria (bandiera)        | Ivica Vastić           | Sturm Graz                               | 32   |
| 2000-2001 | Polonia (bandiera)        | Radosław Gilewicz      | Tirol Innsbruck                          | 22   |
| 2001-2002 | Austria (bandiera)        | Ronald Brunmayr        | Grazer AK                                | 27   |
| 2002-2003 | Belgio (bandiera)         | Axel Lawarée           | Bregenz                                  | 21   |
| 2003-2004 | Austria (bandiera)        | Roland Kollmann        | Grazer AK                                | 27   |
| 2004-2005 | Austria (bandiera)        | Christian Mayrleb      | ASKÖ Pasching                            | 21   |
| 2005-2006 | Austria (bandiera)        | Roland Linz            | Austria Vienna                           | 15   |
| 2005-2006 | Austria (bandiera)        | Sanel Kuljić           | Ried                                     | 15   |
| 2006-2007 | Germania (bandiera)       | Alexander Zickler      | Salisburgo                               | 22   |
| 2007-2008 | Germania (bandiera)       | Alexander Zickler      | Salisburgo                               | 16   |
| 2008-2009 | Austria (bandiera)        | Marc Janko             | Salisburgo                               | 39   |
| 2009-2010 | Germania (bandiera)       | Steffen Hofmann        | Rapid Vienna                             | 20   |
| 2010-2011 | Austria (bandiera)        | Roland Linz            | Austria Vienna                           | 21   |
| 2011-2012 | Austria (bandiera)        | Jakob Jantscher        | Salisburgo                               | 14   |
| 2011-2012 | Austria (bandiera)        | Stefan Maierhofer      | Salisburgo                               | 14   |
| 2012-2013 | Austria (bandiera)        | Philipp Hosiner        | Admira Wacker M. (5) Austria Vienna (27) | 32   |
| 2013-2014 | Spagna (bandiera)         | Jonathan Soriano       | Salisburgo                               | 31   |
| 2014-2015 | Spagna (bandiera)         | Jonathan Soriano       | Salisburgo                               | 31   |
| 2015-2016 | Spagna (bandiera)         | Jonathan Soriano       | Salisburgo                               | 21   |
| 2016-2017 | Nigeria (bandiera)        | Olarenwaju Kayode      | Austria Vienna                           | 17   |
| 2017-2018 | Israele (bandiera)        | Moanes Dabour          | Salisburgo                               | 20   |
| 2018-2019 | Israele (bandiera)        | Moanes Dabour          | Salisburgo                               | 20   |
| 2019-2020 | Israele (bandiera)        | Shon Weissman          | Wolfsberger                              | 30   |
| 2020-2021 | Zambia (bandiera)         | Patson Daka            | Salisburgo                               | 27   |
| 2021-2022 | Germania (bandiera)       | Karim Adeyemi          | Salisburgo                               | 19   |
| 2022-2023 | Austria (bandiera)        | Guido Burgstaller      | Rapid Vienna                             | 21   |
| 2023-2024 | Costa d'Avorio (bandiera) | Karim Konaté           | Salisburgo                               | 20   |

## Statistiche

### Vincitori classifica marcatori per squadra
- 29: Rapid Vienna
- 26: Austria Vienna
- 16: Salisburgo
- 8: Admira Vienna
- 6: Wiener SC
- 5: First Vienna
- 4: Sturm Graz
- 3: Swarovski Tirol, Wiener AC
- 2: Admira Wacker M., Grazer AK, LASK, Tirol Innsbruck, Rudolfshügel, Wacker
- 1: ASKÖ Pasching, Bregenz, Floridsdorfer, Ried, Simmering, Slovan Vienna, SSW Innsbruck, Wacker Innsbruck, Wiener AC, Wolfsberger

### Vincitori classifica marcatori per nazionalità
- 95:  Austria
- 6:  Germania,
- 3:  Israele,  Repubblica Ceca,  Spagna
- 2:   Jugoslavia,
- 1:  Belgio,  Costa D'Avorio,  Croazia,  Danimarca,  Nigeria,  Norvegia,  Polonia,  Senegal,  Ungheria,  Zambia

## Plurivincitori
- 6 volte:  Franz Binder
- 5 volte:  Anton Schall,  Ernst Stojaspal
- 4 volte:  Robert Dienst,  Johann Krankl
- 3 volte:  Richard Kuthan,  Horst Nemec,  Toni Polster,  Jonathan Soriano,  Josef Uridil,  Gustav Wieser
- 2 volte:  Eduard Bauer,  Johann Buzek,  Václav Daněk,  Karl Decker,  Erich Hof,  Helmut Köglberger,  Roland Linz,  Walter Schachner,  Ivica Vastić,  Alexander Zickler,  Moanes Dabour